# Jesús Mendoza Aguirre
Jesús Mendoza Aguirre (Jerez de la Frontera, 23 febbraio 1977) è un allenatore di calcio ed ex calciatore spagnolo, di ruolo difensore, tecnico del Roteña.

## Carriera

### Calciatore
Dopo una breve esperienza con il Racing Portuense, ha giocato ininterrottamente con lo Xerez, squadra della sua città natale, dal 1999 al 2013, concludendo la carriera agonistica con l'Atlético Sanluqueño.

### Allenatore
Nel luglio 2014 è stato nominato allenatore dello Xerez.

## Palmarès
- Segunda División spagnola: 1

Xerez: 2008-2009